# Governació de Kafr al-Sheikh

Ciutats de Kafr al-Sheikh

La governació de Kafr al-Sheikh (àrab: محافظة كفر الشيخ, muẖāfaẓat Kafr ax-Xayẖ) és una governació o muhàfadha d'Egipte, situada a la meitat oriental del delta del Nil, amb costa a la mar Mediterrània que forma el seu límit nord; a l'oest té la branca del Nil anomenada Raixid. Es divideix en 10 centres, 10 ciutats, 44 unitats locals, 205 viles i 1.695 subviles. La superfície és de 3.748 km² i la població d'uns 2.500.000 habitants. La capital és la ciutat de Kafr al-Sheikh, amb 146.192 habitants (2006).
El clima és mediterrani. Té a la part nord el llac Brulus, que només li deixa una estreta franja tocant a la Mediterrània. La seva activitat econòmica es concentra en els productes locals, arròs i cotó principalment. Té una fàbrica de llet a Sakha i molins d'arròs a Kafr al-Sheikh, Dosoq i Beiala; una àrea industrial és a Balteem, prop de la carretera de la costa, i una altra àrea menor és a Motobus, a la zona del pont Raixid, a la riba del Nil.

## Llista de ciutats
- Kafr al-Sheikh
- Dosoq
- Fowa
- Balteem
- Al–Hamool
- Motobus
- Qalleen
- Al-Riad
- Sedi Salem
- Beiala